# Łapu Capu
Łapu Capu – program rozrywkowy emitowany na kanałach Canal+ Premium, Canal+ 1, Canal+ Film, Canal+ 360. Dawniej program emitowano też w Canal+ Discovery (obecnie Canal+ Dokument). Jest odpowiednikiem francuskiego programu Le Zapping. Podobny program nadawano również w Niemczech w Premiere w latach 1993–2006 i Sky Deutschland w latach 2011–2015 pod nazwą Zapping oraz w Belgii w tamtejszej Canal+ (później w Be 1) do 2 lipca 2016 pod taką samą nazwą jak francuski.

## Opis polskiej wersji programu
Program jest emitowany od września 1997 roku. Prezentuje wpadki pokazywane w polskich stacjach telewizyjnych, a do końca 1998 roku obok polskich pokazywano zagraniczne wpadki, przejęzyczenia prezenterów lub widzów, usterki techniczne, błędy ortograficzne w napisach, ciekawostki z wielu serwisów informacyjnych, filmów dokumentalnych, programów rozrywkowych programów sportowych. Od początku powstania programu do 6 lipca 2012 podczas jego emisji nie było wyświetlane logo ekranowe Canal+. Program do 2015 nie był emitowany podczas żałoby narodowej. W weekend pojawia się wydanie, w którym prezentowane są najlepsze wpadki tygodnia.
Dzięki „Łapu Capu” największą popularność zyskała telewizja Superstacja dzięki wpadkom przedstawianym w programie.

## Opis francuskiej wersji programu
We Francji program emitowano od września 1989 do 2 lipca 2016. Wersja francuska (oryginalna) nie różni się znacznie od wersji polskiej. Jeden odcinek trwa 6–8 minut, w programie pokazywane są również fragmenty najważniejszych informacji z różnych francuskich serwisów informacyjnych. W listopadzie 2014 roku na 30-lecie francuskiego Canal+ zamiast zwykłego programu pokazywano najważniejsze momenty z uruchomienia stacji oraz wpadki ze stacji w okresie 1984-2014.

## Siostrzane programy
- Łapu Capu Extra – Program emitowany od początku 2002, prezentuje najlepsze wpadki z całego miesiąca.
- Łapu Capu Archiwum – Program pojawił się latem 2004, początkowo w miesiącach lipiec, sierpień i wrzesień, emitowany razem z Łapu Capu. Od lipca 2011 do września 2012 program był pokazywany osobno.
- Zapsport – Program, w którym pokazywane były wpadki sportowe, program zniknął w 2008, obecnie Zapsport jest emitowany we Francji.
- Złap sport – Program emitowany od kwietnia 2013 roku, który podobnie jak Zapsport pokazuje wpadki sportowe oraz przejęzyczenia prezenterów lub ekspertów sportowych oraz zawodników. Program emitowany jest w przerwach transmisji sportowych.